# Telerig (miejscowość)
Telerig (bułg. Телериг) – wieś w Bułgarii, w obwodzie Dobricz, w gminie Kruszari. Według danych szacunkowych Ujednoliconego Systemu Ewidencji Ludności oraz Usług Administracyjnych dla Ludności, 15 czerwca 2022 roku miejscowość liczyła 423 mieszkańców. Nazwa miejscowości została nadana na cześć bułgarskiego chana Teleriga.